# Robert de Juliac
Robert de Juliac (zm. 10 sierpnia 1376 w Rodos) – 31 wielki mistrz zakonu joannitów w latach 1374–1376. Pochodził z  Juilly we Francji.